# Музей истории мироздания
Музей истории мироздания (англ. Dedovsk Museum of Universe History; DMUH) — частный естественно-исторический музей по эволюции Мира, наукам о Земле, космосе, палеонтологии и антропологии (что объединяется в понятии «История мироздания»).
Единственный тематический музей в Московской области по геологии, палеонтологии и метеоритике.
Музей находится недалеко от Москвы, на западе Московской области у города Дедовск — деревня Талицы (городской округ Истра), у железнодорожной станции Миитовская.

## История
Первые временные музейные выставки открылись в 2004 году. Экспозиция музея собиралась много лет с привлечением специалистов из научных институтов и музеев.
15 июля 2021 года было одобрено размещение анималистической скульптуры «Динозавр» на фасаде здания музея.
Современная интерактивная экспозиция в специализированном помещении музея открылась в мае 2024 года.
Официальное открытие для музейного и научного сообщества состоялось 1 июня 2024 года.

## Разделы музея
Экспозиция музея показывает развитие мироздания во времени, с использованием новейших музейных технологий реальных геологических и палеонтологических объектов музейного качества, артефактов, иллюстраций и наглядных муляжей, имеющих научное, образовательное и культурное значение.
Основные разделы:
1. Вселенная, Солнечная система, космические тела, метеориты и продукты их падения (тектиты) на Землю.
2. Строение Земли, минералы, горные породы, руды и другие полезные ископаемые.
3. Появление жизни на Земле и её самые ранние формы.
4. Развитие природы по обширным палеонтологическим материалам по всей геохронологической шкале.
5. Антропология и эволюция человека.

Музейные материалы представлены в развитии Вселенной и Земли, что позволяет совершить «путешествие во времени».
Вне основного здания музея находятся крупные палеонтологические экспонаты, горные породы и фигуры динозавров.

## Научные коллекции
Из наиболее обширных и фундаментальных коллекций отмечены: трилобиты, аммониты и метеориты.
Метеориты зарегистрированы в Международных каталогах.
Проводятся научные исследования по музейным коллекциям:
- Popova O. et al. Chelyabinsk Airburst, Damage Assessment, Meteorite Recovery, and Characterization // Science. 2013. Vol. 342.
- Pedersen Н. Pallas Iron: Russia’s first meteorite. 2017. P. 5.
- Lorenz C., Ivanova M., Krot A., Shuvalov V. Formation of disk- and bowl-shaped igneous Ca,Al-rich inclusions: Constraints from their morphology, textures, mineralogy and modelling // Geochemistry. 2019. Vol. 79. N 4.
- Murtazov A. K., Efimov A. V., Zhabin V. S. Investigations of some chondrites and terrestrial basalts: visual spectra. Минералы: строение, свойства, методы исследования". Екатеринбург: Институт геологии и геохимии УрО РАН, 2021. C. 111—113.
- Chelyabinsk.